# ドルフィン (AGSS-555)
|          |                                                                                |
| 艦歴     |                                                                                |
| 発注     | 1960年8月10日                                                                  |
| 起工     | 1964年12月19日                                                                 |
| 進水     | 1968年6月8日                                                                   |
| 就役     | 1968年8月17日                                                                  |
| 退役     | 2006年9月22日                                                                  |
| 除籍     | 2007年1月15日                                                                  |
| その後   | サンディエゴ海事博物館にて浮上展示中                                           |
| 性能諸元 |                                                                                |
| 排水量   | 基準：800トン、満載：861トン、水中：950トン                                    |
| 全長     | 46.3 m                                                                         |
| 全幅     | 5.9 m                                                                          |
| 吃水     | 5.5 m                                                                          |
| 機関     | ゼネラルモーターズ V71 12気筒ディーゼルエンジン2基 エレクトリック・モーター2基 |
| 最大速   | 15ノット強（水上） 7.5ノット（水中）                                           |
| 乗員     | 37名、便乗者4-7名                                                              |
| 兵装     | 深深度用魚雷発射管（1970年撤去）                                               |

ドルフィン (USS Dolphin, AGSS-555) は、アメリカ海軍のディーゼル・エレクトリック方式による深度潜航実験開発潜水艦。同型艦は無い。艦名はイルカに因んで命名された。その名を持つ艦としては7隻目のVボート(SS-169)以来7隻目。
1968年に就役し、2007年に除籍された。38年の艦歴は米海軍の潜水艦としては史上最長である。また、本艦はアメリカ海軍最後の通常動力型潜水艦であった。
1969年8月に試験潜水深度3,000フィート(914メートル)超を記録し、これは戦闘艦として当時の世界記録である。

## 艦歴
ドルフィンは1964年12月19日にメイン州キタリーのポーツマス海軍造船所で起工した。最初のアーク溶接は設計副局長のマートン・ワッツによって行われた。1968年6月8日にダニエル・イノウエ上院議員の妻であるマギー・シノブ・イノウエ夫人（旧姓アワムラ）によって命名、進水し、1968年8月17日に艦長J・R・マクダネル少佐の指揮下就役した。
実験開発潜水艦として、深深度用魚雷発射管やレーザー通信、HY130高張力鋼などの試験を担当。1990年代末には新型ソナーシステムの試験を行った。その結果、新型ソナーシステムは艦隊に導入された。

### 事故
2002年5月21日の11:30（太平洋夏時間）、カリフォルニア州サンディエゴ沖合およそ100マイルの海域で作戦行動中に、ドルフィンは浮上して航行しバッテリーを充電していたが、魚雷発射管の密閉ドアが故障し、浸水を始めた。強風のため10から11フィートの波が立ち、およそ70から85トンの海水が艦に流入した。その量は艦の予備浮力に匹敵し、浸水による電気パネルのショートで火災が発生した。
主任機関士のジョン・D・ワイズ・ジュニアは、何をしなければいけないか理解し、57度に傾いたポンプ室の中で氾濫した水の中に飛び込んだ。
90分後、艦長のスティーブン・ケルシー中佐は41名の乗組員および2名の民間人に対し艦の放棄を命じた。付近で活動中であった海洋研究船マクゴー (McGaw) が直ちに応答した。
火災と浸水は乗組員のコントロールにより沈静化し、艦のハッチが安全になった後、彼らは小型ボートによりマクゴーに移乗した。数名が軽傷を負った以外は、全ての乗組員が無事に救助された。移乗中に2名が水中から沿岸警備隊のヘリコプターによって救助された。マクゴーは乗組員をサンディエゴに送り届けた。
乗組員の迅速な対処により、艦は安定した状態となった。サッチ (USS Thach, FFG-43) がドルフィンの状態を確認するため側に近づいたが、荒天のため牽引することはできなかった。潜水艦支援艦のケリー・チョーエスト (MV Kellie Chouest) がドルフィンを牽引するため5月22日の早朝にサンディエゴを出航した。翌日ドルフィンはサンディエゴに牽引された。
ドルフィン以前に火災により放棄されたアメリカ海軍の潜水艦は、1988年のボーンフィッシュ (USS Bonefish, SS-582) であった。ボーンフィッシュはバッテリー室の火災により3名の乗組員が死亡している。

### 退役
ドルフィンは3年半に及ぶ修理が行われ、その費用には5,000万ドルが費やされた。2005年の夏に海上公試を完了し、1年限りの任務に復帰した。
ドルフィンの運用には毎年1,800万ドルが費やされ、2006年中旬に海軍はドルフィンの退役を決定した。2006年9月22日にドルフィンは退役し、サンディエゴの宇宙・海洋戦術システムセンターの160号桟橋に係留、保管された後2007年1月15日に除籍された。
ドルフィンは2008年9月にサンディエゴ海事博物館に正式に移管され、洋上展示される8番目の船になった。2009年7月4日に一般公開されている。